# Лупянка-Стара
Лупянка-Стара (пол. Łupianka Stara) — село в Польщі, у гміні Лапи Білостоцького повіту Підляського воєводства.
Населення — 461 особа (2011).
У 1975-1998 роках село належало до Білостоцького воєводства.

## Демографія
Демографічна структура станом на 31 березня 2011 року:
|          | Загалом | Допрацездатний вік | Працездатний вік | Постпрацездатний вік |
| -------- | ------- | ------------------ | ---------------- | -------------------- |
| Чоловіки | 231     | 45                 | 155              | 31                   |
| Жінки    | 230     | 57                 | 122              | 51                   |
| Разом    | 461     | 102                | 277              | 82                   |